# Andreas Ringhofer
Andreas „Ringo“ Ringhofer (* 19. Dezember 1970 in Schladming) ist ein österreichischer Skibergsteiger, Skilangläufer, Radsportler, Bergläufer und Marathonläufer.

## Leben
Ringhofer, der seit Jahren erfolgreicher Skibergsteiger ist, war 12 Jahre Mitglied der österreichischen Nationalmannschaft im Skilanglauf und ist auch als Radfahrer und Läufer erfolgreich. Bei den Nordischen Skiweltmeisterschaften 1991 belegte er in der 4 × 10-km-Staffel mit Schwarz, Stadlober und Marent den sechsten Platz, erreichte in der Verfolgung bei den Olympischen Winterspielen 1992 in Albertville den 18. Platz und nahm an mehreren Weltcup-Rennen teil. Im Berglauf nahm er unter anderem 1989, 1990 sowie 2003 beim Internationalen Berglauf-Grand-Prix in Kitzbühel teil.
Im Skibergsteigen hält er beim Hochwurzen-Berglauf seit 2004 mit einer Zeit von 48:34,1 Minuten den Streckenrekord der Herren, beim Champ Or Cramp seit 2006 mit 1h 16 min 56 s. Beginnend ab Herbst 2004 führten gesundheitliche Einschränkungen zu Leistungseinbußen. Dennoch konnte er durch enormen Leistungsaufwand weiter erfolgreich an Wettkämpfen teilnehmen, unter anderem startete er 2005 als Titelverteidiger beim Mountain Attack mit drei gebrochenen Rippen und anderen Verletzungen. Seit der Aufstellung durch die ASKIMO gehört er dem Österreichischen Nationalkader im Wettkampf-Skibergsteigen an.
Er lebt in Schladming, ist verheiratet und hat eine Tochter. Beruflich ist er Polizeibeamter.

## Erfolge

### Berglauf
- 1987: 1. Platz Steirische Meisterschaft
- 2002: 1. Platz Internationaler Feuerkogel-Berglauf
- 2003:
  - 1. Platz Steirische Meisterschaft Teamwertung
  - 1. Platz Planneralm-Berglauf
  - 3. Platz beim Dolomitenmann

### Skilanglauf
- mehrmaliger steirischer Meister
- 6-facher österreichischer Meister
- 1990: Europacup-Gesamtsieger 1990
- 1991:
  - Europacup-Gesamtsieger
  - 6. Platz bei den Nordischen Skiweltmeisterschaften in der 4 × 10-km-Staffel

### Skibergsteigen
- 2000: 1. Platz und Streckenrekord beim Hochwurzen-Berglauf, Rohrmoos
- 2001: 1. Platz und Streckenrekord beim Hochwurzen-Berglauf, Rohrmoos
- 2002:
  - 1. Platz und Streckenrekord beim Hochwurzen-Berglauf, Rohrmoos
  - 2. Platz im Sprintbewerb Planai X-treme Skitouren Nachtmarathon, Planai
  - 3. Platz beim Wildsaurennen
- 2003:
  - 1. Platz beim Planai X-treme Skitouren Nachtmarathon, Planai
  - 1. Platz und Streckenrekord beim Hochwurzen-Berglauf, Rohrmoos
  - 1. Platz Wildsaurennen
  - 2. Platz beim internationalen Preberlauf
  - 4. Platz beim Dachsteinbock
  - 8. Platz beim Mountain Attack (Marathon), Saalbach
- 2004:
  - 1. Platz beim Mountain Attack (Marathon), Saalbach
  - 1. Platz auf der Skitourenstrecke beim 1. Ötzi-Alpin-Marathon
  - 1. Platz beim Planai X-treme Skitouren Nachtmarathon, Planai
  - 1. Platz und Streckenrekord beim Hochwurzen-Berglauf, Rohrmoos
  - 1. Platz Internationaler Dachsteinride
  - 2. Platz Österreichische Meisterschaft Skibergsteigen
  - 2. Platz Dachsteinbock
  - 2. Platz Hochsunnlauf
  - 6. Platz Weltmeisterschaft Vertical Race
  - 9. Platz Weltmeisterschaft Skibergsteigen Team mit Alexander Lugger
- 2005:
  - 1. Platz beim Mountain Attack (Marathon), Saalbach
  - 2. Platz österreichische Meisterschaft Skibergsteigen
- 2006:
  - 1. Platz beim Hochwurzen-Berglauf, Rohrmoos
  - 1. Platz und Streckenrekord bei der Knappen-Königs-Trophy, Bischofshofen
  - 1. Platz und Streckenrekord beim Champ or Cramp, Goldeck
  - 1. Platz Teamwertung Ötzi-Marathon, Schnalstal
  - 2. Platz beim Mountain Attack (Marathon), Saalbach
  - 2. Platz bei der Pizolada delle Dolomiti, Moena
  - 2. Platz beim Sellaronda Skimarathon (mit Blassnig)
  - 2. Platz bei den österreichischen Meisterschaft beim Fritschi-Dachstein-Xtreme, Schladming
- 2007:
  - 1. Platz beim Sellraintaler Marathon
  - 3. Platz beim Mountain Attack (Marathon), Saalbach
  - 1. Platz bei der österreichischen Meisterschaft beim Fritschi-Dachstein-Xtreme, Schladming
- 2008:
  - 1. Platz beim Mountain Attack (Marathon), Saalbach
  - 1. Platz Team beim Rofan Xtreme (mit Johann Wieland und Andreas Fischbacher)
  - 2. Platz Österreichische Meisterschaft Skibergsteigen Einzel beim Rofan Xtreme
  - 4. Platz bei der Weltmeisterschaft Skibergsteigen Einzel

### Marathon
- 2005: 3. Platz beim LCC Herbst-Marathon, Wien
- 2006:
  - 2. Platz beim Wachau-Marathon
  - 5. Platz beim Graz-Marathon (39 Sekunden hinter Erich Kokaly)